# Церковь «Вельмема» (Саранск)
Церковь «Вельмема» (Воскресение) — евангелическо-лютеранский храм в Саранске. Действующий приход «Вельмема» (Воскресение) входит в Уральское пробство Евангелическо-лютеранской церкви Ингрии. Один из двух лютеранских приходов в Мордовии наряду с мокша-эрьзянским приходом в Саранске.
Название «Вельмема» переводится с эрзянского языка как Воскресение. Службы и проповедь в церкви «Вельмема» ведутся на русском, мокшанском и эрзянском языках. Прихожанами церкви являются эрзяне, мокшане, русские, а также представители других национальностей.
Пастор-настоятель церкви — Алексей Алёшкин. Приход зарегистрирован 23 мая 1995 года.

## История
По некоторым данным первая лютеранская церковь на территории нынешней Мордовии появилась в 1865 году в Больших Березниках. В конце XIX века прихожанами молитвенного дома с часовней являлись около тысячи человек, проживавших на территории Симбирской губернии. По другим сведениям лютеранский приход в Саранске существовал ещё в XVIII веке, однако культовых строений его в городе не сохранилось.
У истоков современного лютеранства в Мордовии стояли братья Алёшкины — пастор Алексей и известный эрзянский художник Андрей, которые участвовали в налаживании отношений Мордовии и Финляндии. Во время обучения в Ленинградской Академии Художеств Андрей Алёшкин познакомился с пастором Арво Сурво, благодаря энергии и талантам которого была возрождена Евангелическо-лютеранская церковь Ингрии. Андрей Алёшкин пришёл к выводу, что лютеранство, адаптирующее национальные традиции мордовского народа, может стать лучшим основанием для духовного возрождения эрзянского и мокшанского народов.
В годы перестройки в Мордовии начался подъём национального движения. В этой атмосфере Алёшкин с группой сторонников из числа саранской интеллигенции в 1991 году зарегистрировал в Саранске первую лютеранскую общину в юрисдикции Церкви Ингрии. Это был первый миссионерский приход лютеранской церкви за пределами «традиционных» лютеранских территорий в России.
На заре появления лютеранского прихода в Мордовии основатели стремились создать независимую Мордовскую лютеранскую церковь. Проповедь и службы велись только на эрзянском и мокшанском языках. Церковь Ингрии в Мордовии активно участвовала в общественной жизни мордовского народа.
С 1991 года материальную помощь Мордовской церкви оказывала Финская лютеранская церковь, а позднее — Лютеранская церковь Миссури-синода. В 1991 году в центре Саранска общине был передан участок земли под строительство здания церкви, в присутствии властей и представителей Финской лютеранской церкви было совершено освящение закладного камня. Однако из-за материальных и организационных сложностей, а также из-за сопротивления православной епархии, строительство церкви не состоялось. Богослужения более десяти лет проводились в домах культуры.
Характерной особенностью лютеранского обряда в Мордовии на начальных порах являлись элементы национальной культуры: оплакивание невесты, плач по покойнику; исполняются переработанные для лютеранского богослужения народные песни. В облачении священнослужителей присутствуют элементы мордовского национального костюма. Саранский композитор Отяш Кизяев работал над созданием литургии на мордовских языках. Основной формой миссионерства в первое десятилетие существования церкви были поездки активистов церкви по сёлам и городам республики в составе фольклорного ансамбля «Торама» под руководством Владимира Ромашкина. Благодаря этим поездкам лютеране стали известны всей республике.
При непосредственном участии церкви в 1990-е годы специалистами Хельсинкского института перевода Библии и преподавателей Мордовского университета в Саранске была начата работа по переводу Библии на мордовские языки. В 2006 году был закончен перевод и опубликован Новый завет (Од Вейсэньлув), а в 2011 году — Псалтирь.
В 2000 году общине выделили участок земли для строительства церкви, в 2001 году было построено деревянное здание.
В 2003 году в Саранске было освящено каменное здание кирхи.
С момента возникновения церкви в её жизни активное участие принимали также финские миссионеры, прекратившие постоянную работу в приходе в 2008—2009 годах.

### Современное состояние
В настоящий момент богослужения и проповедь в церкви ведутся на русском с переводом на эрзянский язык. Вопрос языка богослужения остаётся в церкви открытым, так как среди прихожан есть как эрзяне и мокшане, так и русские.
В приходе действует воскресная школа и отдельно проходит молодёжное собрание. Ведётся социальная работа. В церкви проходят занятия по основам христианской веры. Кроме того церковь является регулярным местом проведения культурных мероприятий города — концертов симфонической и камерной музыки, кинопоказов и встреч с интересными людьми.
Пастор-настоятель прихода с момента основания до настоящего момента — Алексей Алёшкин.
Церковь «Вельмема» входит в состав Евангелическо-лютеранской церкви Ингрии, имеет тесные связи с Лютеранской церковью Финляндии, а также с Лютеранской церковью — Синодом
 Миссури.

## Орган
В 2020 году в церкви установили единственный в Мордовии финский электронный орган фирмы Nowel Urkuteollisuus.  Органу около 60 лет. Орган имеет 2 мануала (2 клавиатуры) ножная клавиатура (30 педалей) 14 регистров, 18 регистровых рукояток. Регистры:
- |-manual:
- Bordon 16'
- Rohr flüte 8'
- Oktave 4'
- Spitz flüte 2'
- Piccolo 1'

- ||-manual:
- Holz Gedeckt 8'
- Koppel flüte 4'
- Wald flüte 2'
- Sifflüte 1'
- Posaune 8'

- |/p, ||/p, ||/|. trem.

- pedal:
- Sub bass 16'
- Gedecktbass 8'
- Fagott 16'
- Trompete 4'

В церкви проводятся регулярные концерты приглашенных органистов из разных городов.  Также в церкви проводятся  органные экскурсии и мини органные концерты.

## Архитектура
Авторы архитектурного проекта Николай Безбородов и Владимир Бабаков. Идея исполнения принадлежит Андрею Алёшкину, который также является автором официального флага Мордовии. Здание церкви отличается оригинальностью исполнения, так как авторы проекта стремились к созданию национальной стилистики в архитектуре Мордовии. В оформлении храма использованы элементы эрзянского женского свадебного костюма: цвет наружных стен отсылает к цвету домотканого полотна, а вертикальные длинные окна, выложенные из красного кирпича, напоминают о национальной эрзянской орнаментальной вышивке. При строительстве церкви также был воссоздан купеческий дом XIX века, ставший частью нового здания. При разработке архитектурного проекта авторы опирались на опыт строительства церквей в Германии, Швеции, Эстонии и Финляндии, что в итоге позволило совместить в конечном проекте церкви скандинавский и национальный эрзянский стили.
Помещение рассчитано на 120 сидячих мест. Потолка, как такового, нет, он совмещен с угловидной приподнятой крышей. Над входом в зал богослужений балкон. Во внутренней отделке предпочтение отдано материалам из дерева и камня.